# Vlček (druh saní)

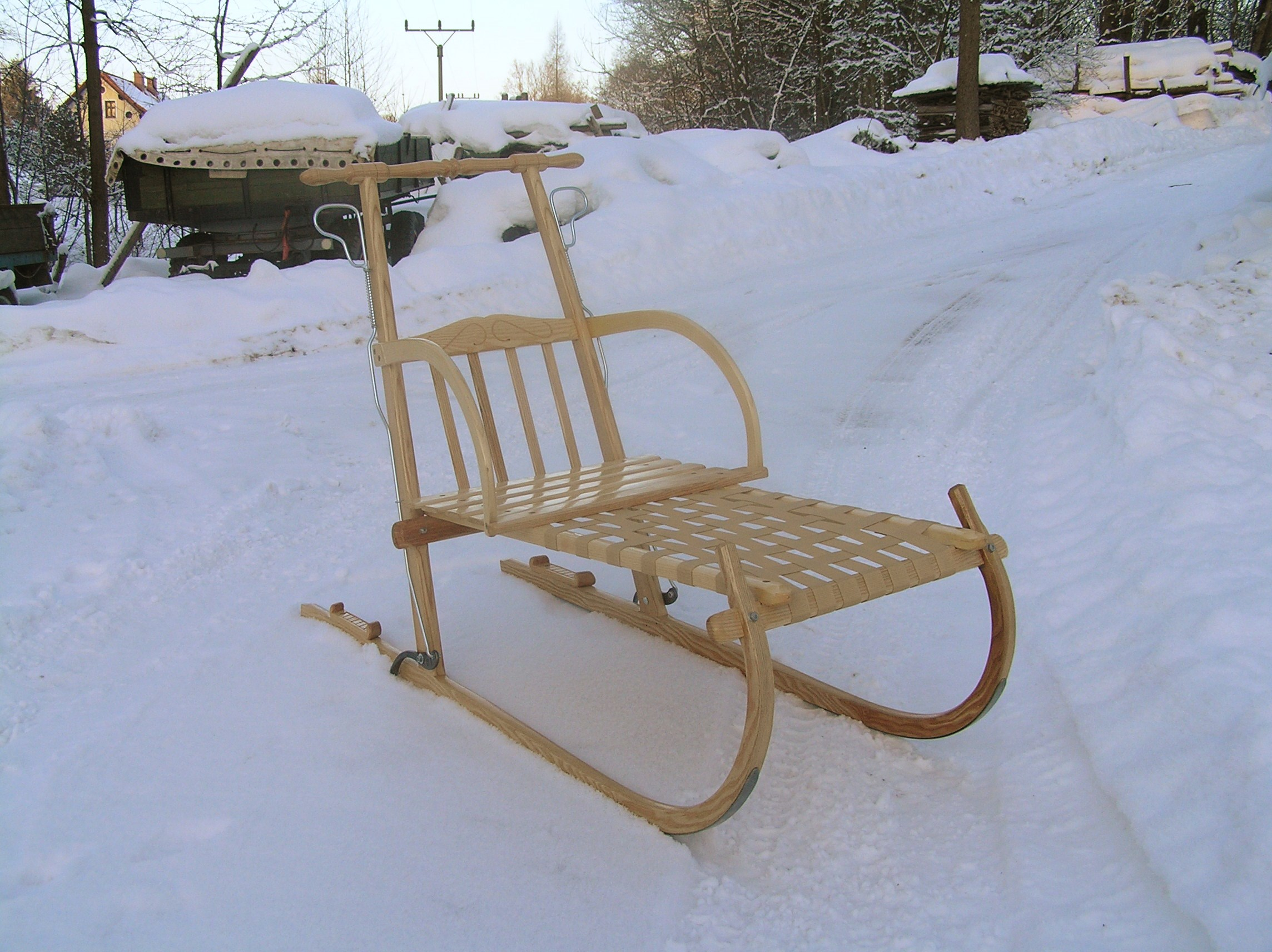
Saně Vlček

Vlček (rennwolf nebo rennenwolf, německy „běžící vlk“) je druh saní, konstrukčně poněkud odlišný od jiných běžných druhů saní. Jedná se o saně s vysokou opěrkou zakončenou madlem a dvěma drapákovými brzdami, kterými se saně ovládají. Osoba jenž saně řídí, stojí vzadu na stupačkách připevněných k sanicím. Směr a rychlost saní ovládá brzdami, případně i svýma nohama, jízda na vlčku je tedy podobná jízdě na koloběžce. Další osoby či náklad lze umístit na ložnou plochu vpředu. Ložná plocha je provedena z větší části síťkovým či popruhovým výpletem, vzadu je menší část provedena lištami. Vlčky se používaly hlavně v horských oblastech v zimě jako jeden z mála možných dopravních prostředků na nákupy, převoz dětí (náhrada kočárku) či nemohoucích (náhrada invalidního vozíku). Výrobou vlčků, stejně jako ostatních druhů saní, se zabývali koláři. Nejčastěji používaným dřevem byl jasan. Dnes výroba těchto saní téměř zanikla.